# 黃基瑞
黃基瑞（1912年9月24日—2004年），越南共和國律師、政治家和外交官，曾任駐寮王國大使。

## 生平
黃基瑞1912年9月24日出生於越南河東省東鄂社，父親黃勳忠爲阮朝官員。
1936年於河內大學（即印度支那大學，非今天的河內大學）取得法律執照。1938年至1942年，任河內一審法院書記，1943年，任邊和擴權治安法院書記，1945年9月至1946年2月，任檳椥擴權治安法院審判長。1943年起，任西貢上訴法院律師。
1969年，出任越南共和國駐寮王國大使。

### 政治活動
1954年，任「爭取自由運動」祕書長和發起者。
黃基瑞爲參與1960年試圖推翻吳廷琰統治的政變的軍官阮兆鴻的叔叔，當時作爲一個小型反對黨領袖的黃基瑞支持並參與了政變，在政變失敗後設法逃離了南越。:420:114

## 個人生活
妻子阮氏訂，有七個子女。

## 外部鏈接
- Various Avenues Offered by Public International Law to End the Vietnam War by Peaceful Means （页面存档备份，存于）